# Los Olivos (Castilléjar)
Los Olivos es una localidad y pedanía española perteneciente al municipio de Castilléjar, en la provincia de Granada, comunidad autónoma de Andalucía. Está situada en el extremo meridional de la comarca de Huéscar. Cerca de esta localidad se encuentran los núcleos de Los Carriones, El Cura, San Marcos y Almontaras.

## Demografía
Según el Instituto Nacional de Estadística de España, en el año 2022 Los Olivos contaba con 119 habitantes censados, lo que representa el 9,07% de la población total del municipio.

## Cultura

### Fiestas
Sus fiestas patronales son sobre el 15 de mayo en honor a San Isidro Labrador. Se celebra una misa y procesión en la que los jóvenes van ataviados con trajes típicos granadinos.